# Emiliano Busca
Emiliano Busca (Roma, 22 aprile 1971) è un ex cestista italiano.